# Tisotvaré
Tisotvaré (Taxales) je bývalý řád nahosemenných rostlin, který zahrnoval 2 čeledi: tisovité (Taxaceae) a hlavotisovité (Cephalotaxaceae). V nejnovějším taxonomickém systému APG III byl tento řád zrušen, čeleď tisovité byla vřazena do řádu borovicotvaré (Pinales) a rod hlavotis byl vřazen do čeledi tisovité.